# Здесь и сейчас (альбом)
«Здесь и сейчас» — пятый студийный альбом российского рэп-исполнителя Децла. Он записывался с 2008 по 2010 год и был выпущен в 2010 году.

## Список композиций
| №   | Название                                                 | Музыка                | Длительность |
| --- | -------------------------------------------------------- | --------------------- | ------------ |
| 1.  | «Начало»                                                 |                       | 3:04         |
| 2.  | «Воины Света (feat. Кнара)»                              |                       | 4:25         |
| 3.  | «Наши Создатели»                                         |                       | 3:33         |
| 4.  | «Надоело»                                                |                       | 2:27         |
| 5.  | «Лёд (feat. Смоки Мо)»                                   | Егор Летов            | 2:17         |
| 6.  | «Перемены (feat. Смоки Мо)»                              | Robert Ryda           | 3:05         |
| 7.  | «Будь Собой (feat. Bess («V-Style»))»                    |                       | 2:54         |
| 8.  | «Дай Мне (feat. Баста)»                                  |                       | 3:47         |
| 9.  | «Астрал (feat. Robert Ryda & Staisha)»                   | Robert Ryda / Le Truk | 5:32         |
| 10. | «Calm Down (feat. Robert Ryda)»                          | DJ Rudi               | 2:23         |
| 11. | «Hoolahoop (feat. Robert Ryda, D.Money, Atom & D.Masta)» | Robert Ryda / Nik-1   | 5:32         |
| 12. | «Dancehall Mania (feat. Robert Ryda)»                    |                       | 3:29         |
| 13. | «Criminal»                                               | Robert Ryda           | 2:52         |
| 14. | «Connection (feat. Yall, Sticky remix)»                  | рэпер X-t             | 5:13         |

## Принимали участие
- Смоки Мо
- Баста
- Robert Ryda
- Bess («V-Style»)
- Кнара
- D.Masta
- DMoney
- Atom
- Yall
- Sticky